# Административная юстиция
Административная юстиция — система специализированных органов или специальных судов по контролю за соблюдением законности в системе государственного управления, в узком значении — особый процессуальный порядок разрешения административно-правовых споров между гражданином или организацией с одной стороны и органом государственного управления с другой стороны. Во многих государствах мира такая система создана. 
Административная юстиция, как правовой институт, выполняет в обществе и государстве функцию судебного контроля при помощи судебного административного иска (жалобы), который рассматривается по правилам административного судопроизводства, для обеспечения соблюдения исполнения законов и правил должностными лицами исполнительной власти (органами государственного управления, должностными лицами, государственными и муниципальными служащими).